# Distretto di Xinxing (Kaohsiung)
Il distretto di Xinxing (新興區S, Xīnxīng QūP) è un distretto della municipalità di Kaohsiung, situata a Taiwan.